# Phillip Sollmann
Phillip Sollmann (* 1974 in Kassel) ist ein deutscher Musiker, DJ, Klangkünstler und Labelbetreiber im Bereich der elektronischen Musik. Bekannt wurde er vor allem durch seine Veröffentlichungen unter dem Pseudonym Efdemin.

## Leben
Phillip Sollmann wurde 1974 in Kassel geboren. 1994 zog er nach Hamburg. Dort gründete er zunächst eine Band, die einen Mix aus Post-Punk und Soul spielte, wandte sich dann aber verstärkt der elektronischen Musik zu. Nachdem er 1998 Alexander Polzin kennengelernt hatte, produzierte er mit ihm erste Musikstücke. 1999 erschien eine gemeinsame Single unter dem Projektnamen Tobin. Im gleichen Jahr wählte das Label Kompakt eines der Tobin-Stücke für die vielbeachtete Compilation Kompakt – Total 1 aus. Im Anschluss folgten erste DJ-Auftritte in Hamburg, Köln und Berlin.
2002 zog Sollmann nach Wien, wo er an der Universität für Musik und darstellende Kunst elektroakustische Musik studierte. Während seines Studiums setzte er sich verstärkt mit elektro-akustischer und mikrotonaler Musik, Musique concrète und Klangkunst auseinander.
Seit dem Jahr 2004 veröffentlicht Sollmann seine Platten auf dem Hamburger Label Dial Records. Seit dem Jahr 2005 lebt und arbeitet Sollmann in Berlin. 2006 erschien bei Dial sein erstes Album Something Is Missing noch unter seinem bürgerlichen Namen. Im Jahr darauf folgte das erste Album als Efdemin. Die Leser des deutschen Techno-Magazins Groove wählten das selbstbetitelte Album auf den ersten Platz der Jahrescharts. Bekannt wurde insbesondere das vielgespielte Stück Just A Track. Nach der Mix-CD Carry On – Pretend We Are Not In The Room erschien 2010 der zweite Efdemin-Longplayer Chicago, ebenfalls auf Dial. Seither trat Sollmann auch international verstärkt in Erscheinung, unter anderem in Japan.
Sollmann gab 2007 in einem Interview mit Resident Advisor an, der Name Efdemin gehe auf die Hörspielfigur eines rumänischen Bösewichts zurück. Im Hörspiel Die flammende Spur (1980) aus der Reihe Die drei ??? tritt eine Figur namens Mihai Eftimin auf.
Als Klangkünstler begann er im Jahr 2012 ein Projekt in Peking, bei dem er verloren gegangene Klangräume „künstlich re-imaginieren“ wollte. 2012 war er Praxis-Stipendiat der Villa Massimo in Rom und 2013 Stipendiat des Goethe-Instituts in der japanischen Villa Kamogawa. Im Rahmen des Stipendiums soll in Kyōto ein künstlerischer Film entstehen, in dem Bild und Klang prozesshaft ineinander greifen. Dabei stand für Sollmann das Zusammenspiel des Natur- und Kulturraumes im Vordergrund. Sein Stück Monophonie (2016) verwendet Instrumente des Komponisten Harry Partch. Zusammen mit Konrad Sprenger realisierte er ab 2017 in verschiedenen Räumen die Installation Modular Organ System, ein System von Orgelpfeifen, die über MIDI gesteuert werden, unter anderem in den Berliner Kunst-Werken und bei der Monheim Triennale.
Sollmann betreibt die Label naïf und LirumLarum. Neben seinen Solo-Aktivitäten veröffentlicht er gemeinsam mit Oliver Kargl (RNDM) als Pigon und mit Marcel Fengler als DIN. Als Remixer lieferte er unter anderem Neubearbeitungen für Stücke von Pantha du Prince (Butterfly Girl, 2005), Phantom/Ghost (Relax It's Only A Ghost, 2006), Swayzak (Apple Tree, 2007), Sascha Funke (The Acrobat, 2007), Danny Tenaglia (Perfect Moment, 2008), Depeche Mode (Corrupt, 2009) oder DJ Koze (La Duquesa, 2013). Sollmann sammelt Vinyl-Platten und besitzt unter anderem zahlreiche Pressungen von Donald Fagens Album The Nightfly (1982). Nach eigenen Angaben verschenkte er Exemplare des Albums an Freunde in verschiedenen Städten, um sie hören zu können, wenn er zu Besuch war.

## Diskographie (Auswahl)

### Alben
- 2006: Something Is Missing (Dial)
- 2007: Efdemin (Dial)
- 2010: Chicago (Dial)
- 2014: Decay (Dial)
- 2019: New Atlantis (Ostgut Ton)
- 2020: Monophonie (A-TON)

### Singles und EPs
- 2004: Kleine Wirrniss EP (Dial)
- 2005: Bruxelles (Dial)
- 2006: Empty / Lohn & Brot (mit Angelo Battilani; liebe*detail)
- 2007: Métisse 02 (mit Dub Kult; Métisse)
- 2007: Acid Bells / Helicopters Got Cameras (Nightflight) (mit Tampopo; Curle Recordings)
- 2007: Split (mit Carsten Jost; Dial)
- 2008: America / The Pulse (Curle Recordings)
- 2009: Métisse 05 (mit CRC; Métisse)
- 2009: Phantasma Vol.1 (mit tobias; Diamonds & Pearls Music)
- 2011: Chicago Remixes 1 (Dial)
- 2011: Chicago Remixes 2 (Dial)
- 2011: Please (Curle Recordings)
- 2011: Slices / Lohn & Brot (mit Sven Weisemann; liebe*detail)
- 2011: Edition Rodeo 01 (mit Roman Flügel; Rodeo)
- 2014: Decay Versions Pt. 1 (Dial)
- 2014: Decay Versions Pt. 2 (Dial)
- 2015: Phasing Out (En/Of)
- 2018: Wrong Moments (Stroboscopic Artefacts)
- 2018: Move Your Head (Curle Recordings)
- 2018: Panama / Suez (mit Oren Ambarchi und Konrad Sprenger; A-TON)
- 2019: New Atlantis (Ostgut Ton)

## Auszeichnungen (Auswahl)
- 2007: Groove Jahrescharts 2007: Bestes Album des Jahres für Efdemin
- 2011: 2. Preis in der Kategorie MuVi-Preis für das beste deutsche Musikvideo bei den Internationalen Kurzfilmtagen Oberhausen 2011 für das Video There Will Be Singing (mit Jutojo)